# Heinz Rusch

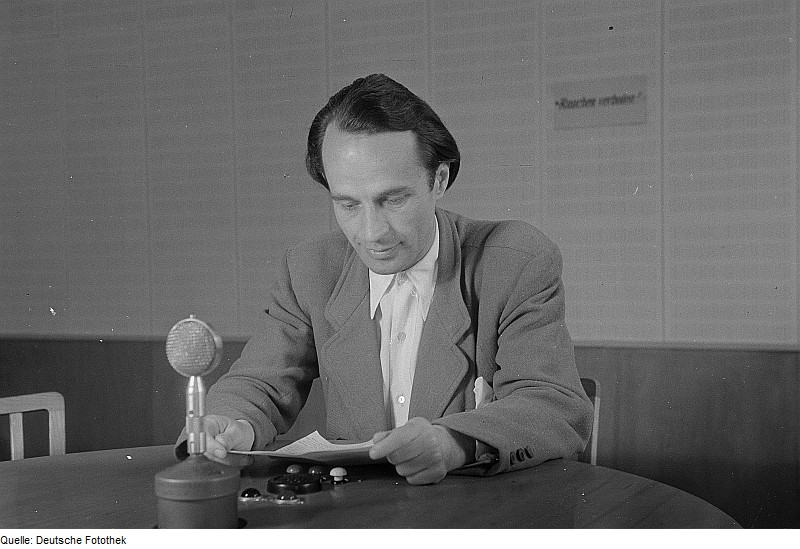
Heinz Rusch, 1948

Heinz Rusch (* 21. Dezember 1908 in Dessau; † 18. Mai 1965 in Wernigerode) war ein deutscher Chefredakteur und Publizist.

## Biografie
Nach seinem Studium der Germanistik und Zeitungswissenschaft bis 1930 in Halle an der Saale und Leipzig machte er von 1930 bis 1932 sein Redaktionsvolontariat in Hannover. Danach setzte er sein Studium in Leipzig fort und trat in die SPD ein. Von 1936 bis 1941 arbeitete er in Leipzig als Feuilleton- und Bildredakteur. Leiter der literarischen Abteilung des Mitteldeutschen Rundfunks war er von 1946 bis 1951 und Chefredakteur des „Kulturspiegels der Messestadt“ in Leipzig von 1954 bis 1962.
Rusch arbeitete auch als freier Schriftsteller. Er schrieb Lyrik, Erzählungen und Texte für Kantaten.

## Werke (Auswahl)
- Verschwörung wider den Tod, Dietz, Berlin 1964
- Hans Christian Andersen, VEB Bibliograph. Inst., Leipzig 1957
- Der schwarze Blitz, Aus der Reihe Das neue Abenteuer, Verlag Neues Leben Berlin, Berlin 1955
- Rufende Landschaft, Kulturpolit. Verlag, Berlin 1934
- Stimmen des Jahres, Die Rabenpresse, Berlin 1933

### Texte zu musikalischen Werken
- Sturm und Gesang. Eine Wartburg-Kantate. Für Mezzosopran, Bariton, Sprecher, gemischten Chor und kleines Orchester. Komponist: Kurt Schwaen. Friedrich Hofmeister, Leipzig 1960
- Sinfonie auf Leipzig. Musik: Ottomar Gerster, 1965

## Ehrungen
- 1959 Kunstpreis der Stadt Leipzig